# Nakodar

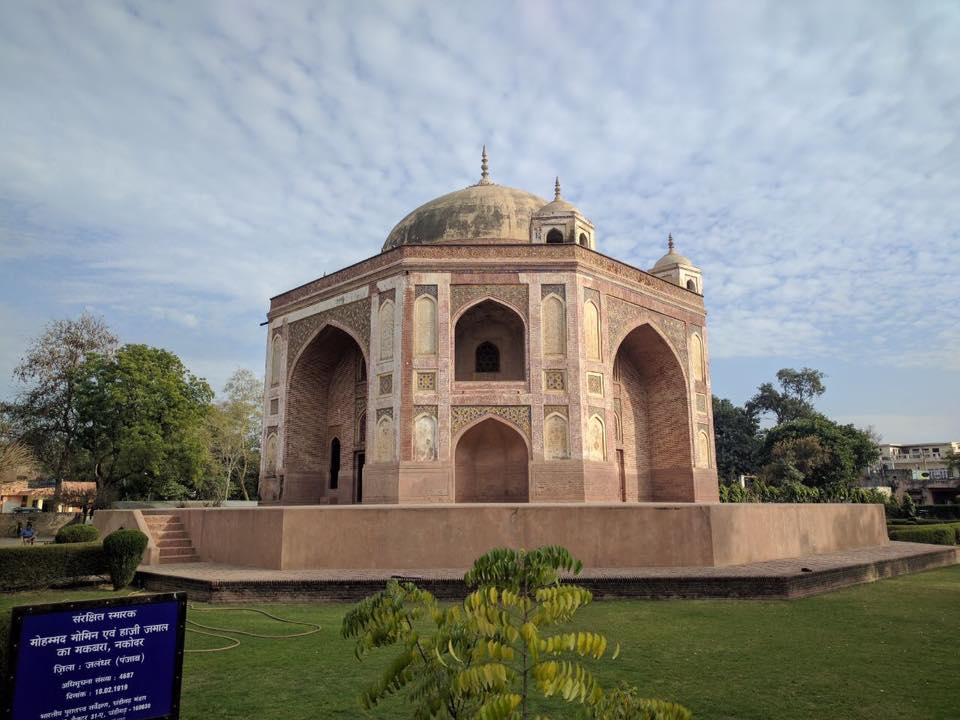
Tomb of Mohammad Momin and Haji Jamal, 01

Nakodar är en ort i Indien.   Den ligger i distriktet Jalandhar och delstaten Punjab, i den norra delen av landet, 300 km nordväst om huvudstaden New Delhi. Nakodar ligger 235 meter över havet och antalet invånare är 32 405.
Terrängen runt Nakodar är mycket platt. Runt Nakodar är det tätbefolkat, med 550 invånare per kvadratkilometer. Nakodar är det största samhället i trakten. Trakten runt Nakodar består till största delen av jordbruksmark.